# Sveti Marko (Brioni)
Sveti Marko je majhen nenaseljen otoček v Jadranskem morju. Pripada Hrvaški.
V državnem programu za zaščito in uporabo majhnih, občasno naseljenih in nenaseljenih otokov ter okoliškega morja Ministrstva za regionalni razvoj in sklade Evropske unije je uvrščen med otoke z manjšo nadmorsko površino (kamnine različnih oblik in velikosti) ". Površina je 9.293 m2. Spada v narodni park Brijuni.